# ارگیشورن
ارگیشورن (به لاتین: Ergischhorn) یک کوه در سوئیس است که در کانتون وله واقع شده‌است. ارگیشورن ۲٬۵۲۶ متر بالاتر از سطح دریا واقع شده‌است.